# Electric Boys
Electric Boys (рус. Электрические парни) — фанк-метал-группа, основанная в Швеции в 1988 году.
Группа была сформирована Конни Блумом (настоящая фамилия: Блумквист) (гитара / вокал) и Энди Кристеллом (бас). Изначально дуэтом, они подписали контракт с Polygram и записали местный, шведский хит-сингл «All Lips and Hips» в 1988 году. В этом же году сингл появился в Америке на саундтреке к фильму «Feds» (рус. Федералы). Затем в группу пришёл второй гитарист Франко Сантунионе и барабанщик Никлас Сигвалл.В 1989 году вышел дебютный альбом группы, «Funk-O-Metal Carpet Ride». Во время выступления в Ньюкасле в клубе «Riverside», к группе на сцене присоединился солист Red Hot Chili Peppers Энтони Кидис[значимость факта?]. В следующем году альбом был выпущен в Америке, где «The Electric Boys» вместе с синглами «All Lips and Hips» и «Psychedelic Eyes». Однако, следующий альбом «Groovus Maximus» был задержан до 1992 года, когда гранж уже стал мейнстрим-жанром. К концу американского турне, в котором группа разогревала Mr. Big, группа потеряла Сантунионе и Сигвалла, а также оба контракта с лейблами в Северной Америке и Европе. Покинувшие члены группы были заменены Томасом Бромэнном (ударные) и Мартином Томандером (вторая гитара) и в этом составе был выпущен третий альбом группы, «Freewheelin’» на лейбле Music For Nations в Великобритании. Альбом не привлек особого интереса и группа распалась к началу 1995 года. В 2005 году основатели Блум и Кристелл присоединились к Hanoi Rocks.
Альбом Groovus Maximus был записан на знаменитой студии «Abbey Road» в Лондоне. Существует два музыкальных видео на песни из этого альбома: «Mary in the Mystery World» и «Dying to be Loved». Бюджет клипа на песню «Dying to be Loved» составил всего 100 фунтов стерлингов.
Группа реформирована в 2009 году.

## Дискография
Альбомы:
- 1990 «Funk-O-Metal Carpet Ride»
- 1992 «Groovus Maximus»
- 1994 «Freewheelin’»
- 2011 "And Them Boys Done Swang"
- 2014 "Starflight United"

Синглы:
- 1988 «All Lips 'N Hips» (оригинальная версия; стал хитом только в Швеции)
- 1990 «All Lips 'N Hips»
- 1990 «Psychedelic Eyes»
- 1992 «Mary in the Mystery World»
- 1992 «Groovus Maximus»
- 1992 «Dying to be Loved»
- 1994 «Ready To Believe»\

Другое:
- «King Kong Song» — кавер на ABBA.